# Zbožíznalství
Zbožíznalství (původní název zbožíznalství popisné) je vědní disciplína zabývající se hodnocením a kategorizací zboží a ochranou jeho užitné hodnoty. Tento obor je znám od 1. poloviny 16. století, jak svědčí zachované písemné dokumenty z Itálie.
K rozvoji obchodu, zvláště zámořskému, přispělo objevení Ameriky v roce 1492, dále cesty do Asijských zemí, které představovalo dovoz nového zboží do Evropy. Bylo vyvinuto, aby se zamezilo padělání nového zboží, které Evropané ještě neznali (čaj, káva, brambory, porcelán, střelný prach, drahé kovy a kameny). V 19. století již bylo možno, díky novým vynálezům, zkoumat i strukturu a složení zboží.

## Související pojmy
- zboží – předměty, které se dostanou ke spotřebiteli přes trh.
- certifikát – posudek daný zkušebnou.